# Phaeophyscia sonorae
Phaeophyscia sonorae är en lavart som beskrevs av Essl. Phaeophyscia sonorae ingår i släktet Phaeophyscia och familjen Physciaceae.   Inga underarter finns listade i Catalogue of Life.